# Chrysopa mainerii
Chrysopa mainerii is een insect uit de familie van de gaasvliegen (Chrysopidae), die tot de orde netvleugeligen (Neuroptera) behoort. 
Chrysopa mainerii is voor het eerst wetenschappelijk beschreven door Navás in 1929.